# ニッスイ
株式会社ニッスイ（英語: Nissui Corporation）は、東京都港区に本社を持つ日本の大手水産・食品会社。2022年（令和4年）12月1日に日本水産株式会社（にっぽんすいさん）から商号変更した。
春光グループの春光会、芙蓉グループの芙蓉懇談会の会員企業である。日経平均株価およびJPX日経インデックス400の構成銘柄の一つ。

## 概要
水産事業、加工事業、物流事業、医薬品事業や船舶の建造・修繕および運航とプラント機材他の販売を行っている。海外展開を積極的に進めた結果、海外売上高比率は2023年時点で約40％に達し、食品事業の家庭用・業務用水産フライの売上高では世界第1位を誇る。
1990年代前半まで自社で遠洋漁業を行っていたが撤退し、事業領域を整理した。売上規模では同業2社が経営統合したマルハニチロに次ぐものの、ファインケミカル事業による高純度エイコサペンタエン酸の医薬品向け原料供給により、水産業のなかでは収益性が高い傾向にある。機能性表示食品事業にも展開。
旧社名「日本水産」時代は、「日」の文字を的でイメージした社章で著名だったが、社名変更に際しては「ニッスイと生活者の双方向コミュニケーションを象徴する」左右2つの波を結合し、また海の象徴である波を通して、水産資源というニッスイの原点（オリジン）の思いを込め、曲線による親しみと直線による意志の強さを表現し、それを斜めに傾けたロゴタイプで挑戦心・探求心を表した新しいコーポレートアイデンティティー（CI）・を新たに策定した。
ブランドスローガンは「まだ見ぬ、食の力を。」。

## 沿革

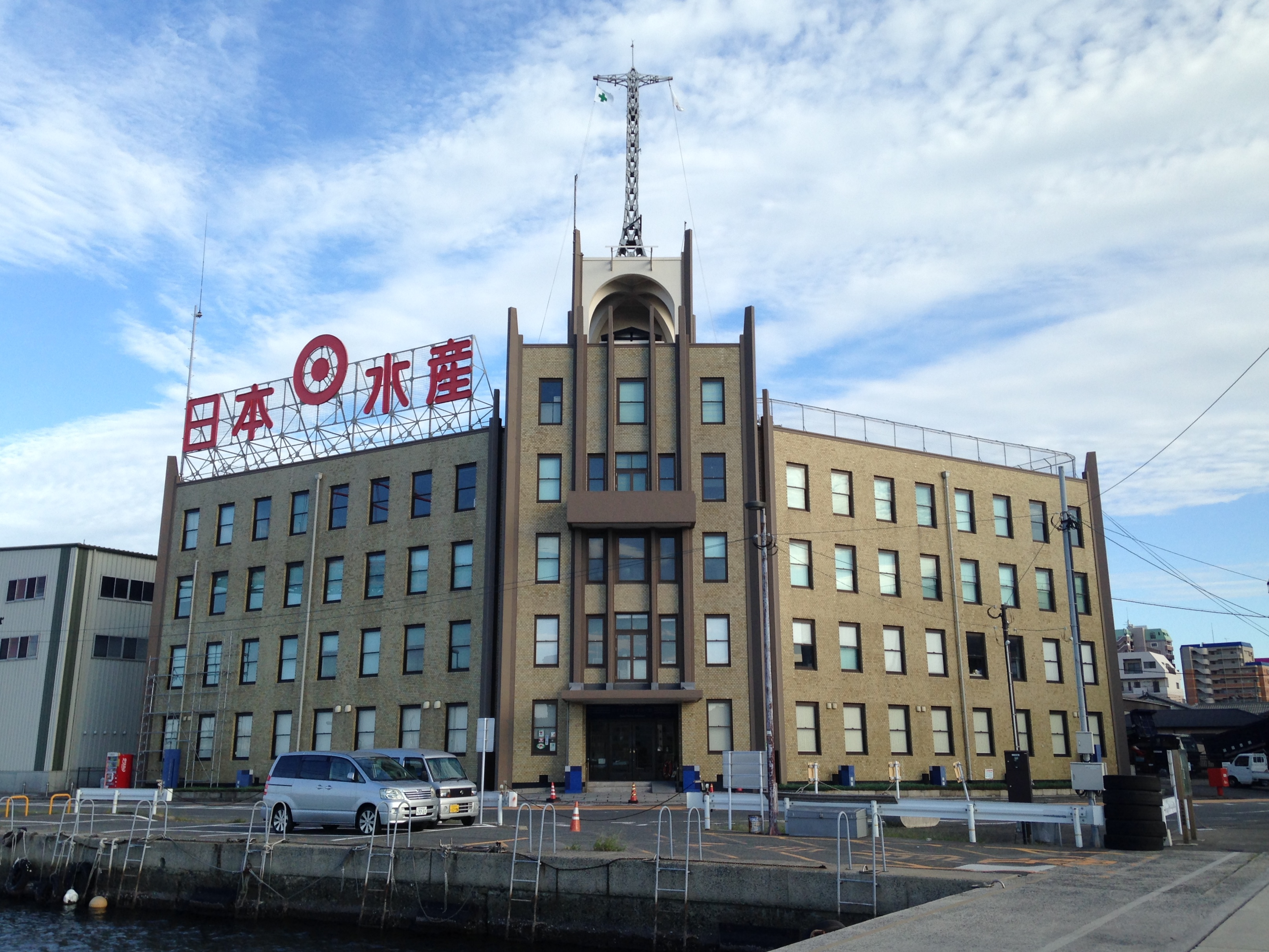
福岡支社北九州営業所・ニッスイマリン工業本社・ニッスイパイオニア館が入居する「揺籃の地」ニッスイ戸畑ビル（旧共同漁業ビル)

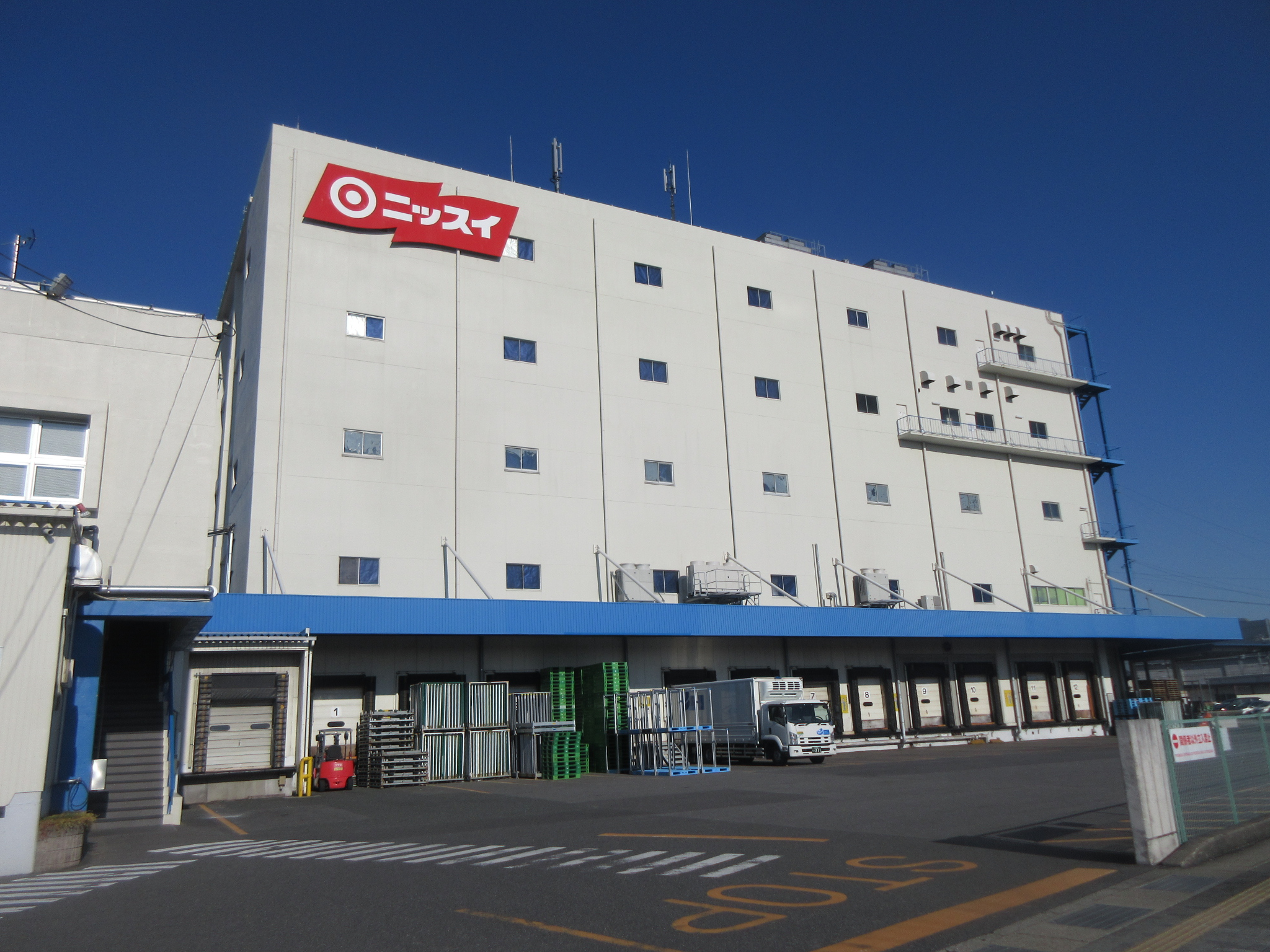
安城工場（愛知県安城市）

- 1911年5月 - 久原財閥総帥・久原房之助の兄である田村市郎が「田村汽船漁業部」を山口県下関に創立、國司浩助らとトロール漁業経営を始める（日本水産の創業）[12]。
- 1917年
  - 6月3日 - 田村市郎が株式会社山神組の増資を引き受け、日本水産株式会社に改称[13]。
  - 7月10日 - 日本水産の社章を商標登録[13]。
- 1919年9月27日 - ｢田村汽船漁業部」が組織変更し「共同漁業株式会社」に改称、松崎壽三が社長として就任[14]。
- 1920年
  - 2月 - 下関に早鞆水産研究会（ニッスイ中央研究所の源流）を創立[14]。
  - 8月23日 - 株式会社中央水産販売所設立[15]。
- 1926年11月12日 - 共同漁業が日本水産及び北洋水産を合併。中央水産販売所が日本水産株式会社に改称[16]。
- 1929年12月15日 - 共同漁業が漁業根拠地を下関から戸畑に移転[17]。
- 1934年
  - 5月7日 - 日本捕鯨株式会社（のちのニッスイ捕鯨部門）が設立[18]。同年南氷洋捕鯨に初出漁。
  - 7月31日 - 日産が共同漁業、東洋捕鯨、大日本製氷を合併し、豊洋漁業が共同漁業に改名[18]。
  - 共同漁業が本社を神戸市から東京市麹町区丸の内の丸ビルに移転。
- 1936年9月16日 - 共同漁業が日本捕鯨及び日本の蟹工船全てを保有していた日本合同工船株式会社を合併[19]。
- 1937年
  - 3月31日 - 共同漁業が日本水産株式会社に改称[19]。
  - 8月17日 - 本社を東京市芝区田村町の日産館に移転[19]。
- 1942年12月24日 - 水産統制令に基づき、帝国水産統制株式会社（現・ニチレイ）を設立、冷蔵・販売部門を譲渡[20]。
- 1943年3月31日 - 水産統制令に基づき、漁労部門を中心に日本海洋漁業統制株式会社を設立[20]。
- 1945年12月1日 - 水産統制令廃止に伴い、社名を日本海洋漁業統制から日本水産株式会社に復帰[21]。
- 1949年 - 東京証券取引所に株式を上場。
- 1952年10月1日 - 戸畑工場でフィッシュソーセージの本格的生産開始[22]。
- 1955年4月3日 - 本社を東京都千代田区丸の内の東京ビルに移転[23]。
- 1957年 - ラジオ番組『赤胴鈴之助』（ラジオ東京。現・TBSラジオ）提供開始。
- 1958年4月8日 - 戸畑工場で冷凍食品を本格的に生産開始[24]。
- 1966年 - 本社を東京都千代田区大手町の日本ビルに移転。
- 1968年 - 焼ちくわの発売開始。
- 1974年
  - 北米での調達・販売の拠点としてNippon Suisan(U.S.A.)（現:Nissui USA）社をワシントン州シアトルに設立。
  - 北米での生産・調達・販売の拠点としてUniSea社をワシントン州レドモンドに設立。
- 1976年
  - 捕鯨部門を分離、日本共同捕鯨株式会社に統合。
  - 海運事業を日水海運株式会社に集約。後に「日水船舶株式会社」に改称。
- 1978年 - 南米のトロール漁業拠点としてEMDEPES社をチリに設立。
- 1981年
  - 東南アジアの調達拠点としてNISSUI SINGAPORE社を設置。
  - アルゼンチン・パタゴニア沖漁業の拠点としてPESPASA社をブエノスアイレスに設立。
- 1983年 - 「シーフードNOW」のキャッチコピーを展開。
- 1987年 - 南アフリカ航空295便墜落事故によりトロール部（遠洋漁業）の船員・事業員38名が殉職。
- 1988年 - アルゼンチン沖での洋上すりみ生産のため､PESANTAR社をブエノスアイレスに設立。
- 1989年 - ヨーロッパの販売拠点としてNISSUI EUROPE社をオランダ・アムステルダムに設立。
- 1990年 - エイコサペンタエン酸を主成分とする高脂血症治療薬「エパデール」が医療用医薬品として承認され、共同開発先の持田製薬より発売開始。
- 1995年 - ベトナム国営企業GIRIMEXとの合弁でMINH HAI NIGICO社を設立。
- 1997年10月1日 - コーポレートブランドマークを統一。
- 1998年 - コンビニエンスストアチェーン向けの米飯工場・麺工場（ニッスイの子会社4社）を再編統合し、日本クッカリー株式会社を設立。
- 1999年6月 - 84期（99年3月期）年間3円の復配を決議。
- 2001年1月 - ニュージーランドの水産会社シーロード社の株式を50％を取得。
- 2001年10月 - 北米の家庭用水産調理冷凍食品ブランド「ゴートンズ」「ブルーウォーターシーフーズ」を取得。
- 2002年3月 - アラスカ・オーシャン・シーフーズ社に資本参加。
- 2004年1月 - 国内ぶり養殖の黒瀬水産株式会社を設立。
- 2004年10月 - スペインに水産物販売会社ユーロパシフィコ社を設立（ヴィーゴ）。
- 2005年7月 - 米国の業務用水産調理冷凍食品会社  キング・アンド・プリンス社を取得。
- 2006年
  - 3月 - 鳥取県境港市の共和水産と、同社の事業再生を目的に業務提携。
  - 4月 - デンマークのNordic Seafood社、アメリカ合衆国のF.W.BRYCE社、ブラジルのNordsee社の株式をそれぞれ取得。
- 2007年4月 - グループの物流機能を集約し、日水物流株式会社を設立。
- 2009年4月 - 日本化学飼料株式会社より全面的に事業譲渡を受け、受け皿となる子会社北海道ファインケミカル株式会社を設立し、ファインケミカル事業を拡大。
- 2011年8月 - 創業100年記念事業の一環として、福岡県北九州市戸畑区に「ニッスイパイオニア館」を開設。
- 2014年8月 - 大手町本社が入居していたビルの建て替えのため、本社を東京都港区西新橋の西新橋スクエアへ移転。
- 2022年
  - 4月20日 - 新ブランドシンボルを制定。小文字のローマ字で「nissui」と書かれたロゴは、優しさや寄り添いをイメージし、少し斜めにすることで挑戦を表現。フレームは従来のデザインを踏襲し、左右の波が重なるデザインで海に対する思いや生活者との重なりを表した。また新スローガンとして「まだ見ぬ、食の力を。」を掲げ、食への探求心を示している[25]。
  - 9月29日 - 子会社である日水製薬株式会社の自己株式の公開買付けに応じ、保有全株式を売却。日水製薬は株式会社島津製作所の子会社となり、翌2023年に島津ダイアグノスティクスに社名変更。
  - 12月1日 - 商号を「株式会社ニッスイ」（英文：Nissui Corporation）に変更。同時に、"Nippon Suisan"を冠した海外グループ企業も"Nissui"を冠した社名へ変更[26]。

## 歴代社長
- 松崎壽三（1919年 - 1933年）
- 田村啓三（1933年 - 1945年）
- 植木憲吉（1945年 - 1947年）
- 増井進（1947年 - 1950年）
- 鈴木九平（1950年 - 1963年）
- 中井春雄（1963年 - 1973年）
- 鈴木正長（1973年 - 1975年）
- 小副川十郎（1975年 - 1980年）
- 大口駿一（1980年 - 1986年）
- 今永文男（1986年 - 1991年）
- 蓑田勝亮（1991年 - 1995年）
- 國井康夫（1995年 - 1999年）
- 垣添直也（1999年 - 2012年）
- 細見典男（2012年 - 2017年）
- 大木伸介（2017年 - 2018年）
- 的埜明世（2018年 - 2021年）
- 浜田晋吾（2021年[27] - 2025）
- 田中輝（2025年 - 現職）

## 関連会社
- 株式会社北九州ニッスイ
- ニッスイマリン工業株式会社
- 日水物流株式会社
- 金子産業株式会社
- 共和水産株式会社
- キャリーネット株式会社
- 大分中央水産株式会社
- 日豊食品工業株式会社
- 長崎造船株式会社
- 黒瀬水産株式会社
- 株式会社北陸フレッシュフーズ
- ケイ低温フーズ株式会社
- 山津水産株式会社
- 株式会社群馬フレッシュフーズ
- 株式会社ホウスイ
- ニッスイ・エンジニアリング株式会社
- ニッスイ・フード・システム株式会社
- 株式会社チルディー
- 横浜通商株式会社
- 日本海洋事業株式会社
- 日本デリカサービス株式会社
- 株式会社ハチカン
- ライブフィッシュキャリアー株式会社
- モガミフーズ株式会社
- ファームチョイス株式会社
- 株式会社北海道日水
- 北海道ファインケミカル株式会社（北海道FC）
- 株式会社マルサ笹谷商店
- 西南水産株式会社
- 株式会社東京キタイチ
- 博多まるきた水産株式会社
- 株式会社水産流通
- 株式会社大水
- 丸魚水産株式会社
- 株式会社クラハシ
- 広島水産株式会社
- 株式会社十味惣
- クニヒロ株式会社
- 株式会社金子食品
- 東京水産運輸株式会社
- 弓ヶ浜水産株式会社
- さつま水産株式会社
- 稚内東部株式会社

なお、日水化学工業（公式ホームページ）や日水コン（旧・日本水道コンサルタント）等との関連は無い。

## 提供番組
いずれも過去。朝や夜のアニメ、特撮など、子ども向け番組が多い。
日本テレビ系
- 新世紀GPXサイバーフォーミュラ

テレビ朝日系
- ドラえもん
- マシンハヤブサ
- キャンディ・キャンディ
- 花の子ルンルン
- 魔法少女ララベル
- ハロー!サンディベル
- 宇宙刑事シリーズ（メタルヒーローシリーズ） - 1985年以降は丸大食品がスポンサー交代の為、降板。
  - 宇宙刑事ギャバン
  - 宇宙刑事シャリバン
  - 宇宙刑事シャイダー
- のってシーベンチャー （ABCテレビ） - 一社提供
- クレヨンしんちゃん
- きんぎょ注意報!
- 美少女戦士セーラームーンシリーズ - 5月 - 6月期スポンサー
- キューティーハニーF
- サウンドメッセージ （ABCテレビ） - 一社提供
- 朝日放送テレビ制作日曜朝8時30分枠のアニメ（ABCテレビ） - 一時降板後は丸大食品がスポンサーであったが、1999年より提供が再開された。
  - とんがり帽子のメモル
  - メイプルタウン物語 → 新メイプルタウン物語 パームタウン編
  - ビックリマン/新ビックリマン/スーパービックリマン
  - まじかる☆タルるートくん
  - GS美神
  - ママレード・ボーイ
  - おジャ魔女どれみシリーズ
  - 明日のナージャ
  - プリキュアシリーズ
- 新婚さんいらっしゃい!（ABCテレビ）

TBS系
- DRAGON QUEST -ダイの大冒険-（第1作）
- ウメ星デンカ
- はなまるマーケット
- すてきな出逢い いい朝8時（毎日放送制作）
- 世界ウルルン滞在記（毎日放送制作） - 1999年4月から12月まで。
- EXILE魂（毎日放送・TBS共同制作） - 2011年1月から2012年3月まで。
- カミワザ・ワンダ

テレビ東京系
- マチャアキ海をゆく - 一社提供
- ポケモン☆サンデー
- とっとこハム太郎
- ビックリマン2000
- 妖怪ウォッチ
- デジモンユニバース　アプリモンスターズ

フジテレビ系
- わんぱくフリッパー - 第1期のみ
- ちびっこ怪獣ヤダモン
- ドラゴンボール
- ドラゴンクエスト
- 赤胴鈴之助 - ラジオドラマ版（TBSラジオ）は一社提供、アニメ版は筆頭。
- 荒野の少年イサム
- 3時のあなた
- ONE PIECE

## かつて保有していた船舶
- 峰島丸 - 北洋総合工船
- 図南丸 - 日本初の捕鯨母船。前身はノルウェーの捕鯨母船アンタークチック（Antarctic）
- 第二図南丸（初代）・第二図南丸（2代目） - 捕鯨母船。初代は戦没し、2代目は戦後タンカー松島丸から改装。
- 第三図南丸（後の2代目図南丸） - 捕鯨母船。戦時中にトラック島で撃沈されたが、戦後サルベージされ再利用された。
- 厳島丸 - 中積油槽船。戦時中に撃沈。
- 橋立丸 - 1TL型戦時標準船仕様のタンカー。後に捕鯨母船
- 松島丸 - 3TL型戦時標準船仕様のタンカー
- 厚生丸 - 日本最初の大型冷凍工船。前身はイギリス船ナレンタ
- 摂津丸 - 塩蔵・冷凍工船。前身は陸軍特殊船。1953年に南極海で沈没。